# Døgnrytme
Døgnrytmer er de processer hos levende organismer, der gentager sig med en regelmæssighed af cirka et døgn. Døgnrytmer ses hos blandt andet planter, dyr, svampe og cyanobakterier. Det drejer sig om både biokemiske, hormonelle, fysiologiske og adfærdsmæssige processer.
Døgnrytmen tillader organismerne at forberede sig på de tilbagevendende ændringer i det omgivende miljø som døgnets cyklus indebærer. Hos mange dyr har døgnrytmen betydning for søvnen.

## Biologisk ur hos pattedyr
Det primære biologiske "ur" i pattedyr befinder sig i den nucleus suprachiasmaticus (forkortet SCN efter det engelske navn suprachiasmatic nucleus), en gruppe af celler placeret i hypothalamus. En ødelæggelse af SCN resulterer i et komplet fravær af en regelmæssig søvn/vågen-rytme.
SCN modtager information om belysning gennem øjnene. Nethinden indeholder "klassiske" lysreceptorer ("stave" og "tappe"), som anvendes til konventionelt syn. Men nethinden indeholder også specialiserede ganglionceller, som har direkte forbindelse til SCN. Disse celler indeholder fotopigmentet melanopsin, og deres signaler følger den såkaldte tractus retinohypothalamicus, som fører til SCN. Hvis celler fra SCN fjernes og dyrkes, beholder de deres egen rytme i fravær af eksterne signaler.
SCN tolker information om dags- og natlængde fra nethinden og videregiver det til koglekirtlen, en meget lille struktur formet som en kogle og placeret i epithalamus. Som respons udskiller koglekirtlen hormonet melatonin. Sekretionen af melatonin når sit maksimum om natten og ebber ud i dagstimerne, og dets tilstedeværelse giver information om natlængden.